# كومارنو
كومارنو Komárno مدينة في سلوفاكيا تقع على نهر الدانوب وفاه.
كومارنو هي الجزء الكبير من مدينة سابقة في مملكة المجر تقع على ضفتي نهر الدانوب. وقسمت تلك المدينة بعد الحرب العالمية الثانية بعد قيام تشيكوسلوفاكيا إلى مدينتين إحداهما كومارنو وتقع على الضفة الشمالية للدانوب وتتبع سلوفاكيا (حاليا)، والأخرى مدينة كوماروم وتقع على الضفة الجنوبية للنهر وتتبع المجر.
ويربط جسر بين كومارنو وكوماروم، وتستخدم المدينتين كمعبر بين الدولتين. وتعتبر كومارنو أهم ميناء لسلوفاكيا على نهر الدانوب.

## توأمة
لكومارنو اتفاقيات توأمة مع كل من:
- Sebeș [الإنجليزية]‏
- فايسنفلس
- Komárom [الإنجليزية]‏
- Kralupy nad Vltavou [الإنجليزية]‏

## أعلام
- ساندرا زاشيك
- ايفان ريتمان
- مونيكا كوفاتشيس
- فرانتس ليهار
- لاديسلاوس اليتيم